# Hannah Tointon
Hannah Marie Tointon (Southend-on-Sea, 28 dicembre 1987) è un'attrice britannica.

## Biografia
Figlia di Ken e Carol, ha una sorella maggiore di nome Kara nata nel 1983 anch'essa attrice.

## Filmografia parziale

### Cinema
- Baciati dalla sfortuna (2006)
- Walking with the Enemy (2014)
- Il libro della giungla (2016)

### Televisione
- New Tricks - Nuove tracce per vecchie volpi (2006)
- Un genio sul divano (2006)
- Doctors (2007-2008)
- The Inbetweeners (2008)
- The Lost Future (2010)
- The Hour (2012)
- L'ispettore Barnaby (2013)
- Delitti in Paradiso (2014)
- Mr Selfridge (2015)
- Damnation – serie TV (2017-2018)
- Il villaggio dei dannati (The Midwich Cuckoos) – serie TV (2022)